# Ас-Сайка

Эмблема Ас-Саики

Ас-Саика (араб. الصاعقة‎ («шторм» или «молния») в значении «штурмовой группы»; также часто известна под названием Авангард народно-освободительной борьбы) – палестинская баасистская военно-политическая фракция, созданная при участии сирийской партии Баас и находившаяся в союзнических отношениях с сирийскими правительственными войсками в период гражданской войны в Ливане. Является членом зонтичной Организации освобождения Палестины, хотя в настоящее время приостановила своё участие в её деятельности. Генеральным секретарём этой фракции является Фархан Абу Аль-Хайя.

## Формирование, участие в ФАТХ
Ас-Саика была сформирована в 1966 году в качестве силовой организации, аффиллированной с  сирийским отделением партии Баас. Её участники рекрутировались преимущественно из низших чинов сирийской армии. Впервые она участвовала в активных действиях в декабре 1968 года, когда сирийское социалистическое правительство пыталось найти альтернативу Ясиру Арафату, который выступил в роли руководителя ФАТХ, позиционируя себя как первого лидера палестинских фидаинов. Ас-Саика вошла в состав Организации освобождения Палестины и стала второй по численности и значимости фракцией после ФАТХ.

## Участие в политической борьбе в Сирии
Неоднократно организация Ас-Саика использовалась в ходе внутриполитической борьбы в самой Сирии, в частности, её силы привлекал на свою сторону Салах Джадид, фактический руководитель Сирии с 1966 по 1970, с целью обуздать растущие политические амбиции Хафеза аль-Асада. После того, как в ходе «коррекционной революции» в 1970 году Асад достиг вершины власти, организация была частично распущена, а её руководителями были назначены люди, лично лояльные новому главе государства. Новым генеральным секретарём организации был назначен Мухсейн Захир, палестинский баасист, переправившийся в Сирию в статусе беженца из Иордании. В дальнейшем Захир при активной поддержке Асада был выдвинут на должность главы Организации освобождения Палестины, однако так и не был назначен, поскольку ему не удалось заручиться поддержкой ни одной из фракций.

## Участие в гражданской войне в Ливане
Организация «Ас-Саика» использовалась в интересах сирийского правительства в ходе борьбы за влияния в Палестине. Она приобрела существенный авторитет в лагерях палестинских беженцев на территории САР и Ливана в 1970-е годы. В ходе гражданской войны в Ливане правительство Асада сперва оказывало поддержку Организации освобождения Палестины, но после окончательного ухудшения отношений между ним и Арафатом Ас-Саика и ООП начали враждовать. В итоге в 1976 году Ас-Саика была исключена из ООП, однако уже в декабре того же года была принята обратно, так как отношения между Асадом и Арафатом несколько нормализовались. В то же время частые атаки на ООП привели к масштабному дезертирству боевиков из этой организации. В 1974 году Ас-Саика также присоединилась к Радикальному фронту палестинских сил, несмотря на принятие «Программы 10 пунктов», которая повлияла на отделение Организации освобождения Палестины от РФПС.

## Участие в военных преступлениях
Ас-Саика принимала участие в резне в Дамуре в 1976 году и в других военных преступлениях.

## Война в лагерях
В 1979 году в Каннах был убит лидер Ас-Саика Зухейр Мохсен, после чего новым генеральным секретарём организации стал Исам Аль-Кади, ещё один примечательный лидер палестинских баасистов. Движение «Ас-Саика» снова приняло активное участие в боях гражданской войны в Ливане, поддержав шиитскую «Когорту ливанского сопротивления». В течение «Войны в лагерях» 1984-1985 годов Ас-Сайка предпринимала многочисленные атаки на ООП, выступая на стороне ФАТХ, которую возглавлял Саид Аль-Мурагда. Такие частые столкновения привели к случаям массового дезертирства из рядов палестинского освободительного движения. После окончания гражданской войны Ас-Саика окончательно разошлась с ООП и сохраняла влияние исключительно в Сирии и в тех регионах Ливана, которые находились под контролем Сирии. Ас-Саика постоянно выступала против предложений по мирному урегулированию, которые высказывал Арафат, а также вошла в состав Палестинского национального альянса, которая также оппонировала официальной линии Арафата.

## Уменьшение влияния
После подписания мирного соглашения в Осло в 1993 году значимость Ас-Саика резко снизилась, а количество её членов уменьшилось. В течение долгого времени боевики «Ас-Саика» сохраняли своё присутствие в Ливане вплоть до 2005 года, когда закончился срок военного присутствия контингента САР в Ливане. В дальнейшем Ас-Саика практически полностью утратила авторитет среди палестинцев в связи с её отстранением от деятельности Палестинской национальной администрации.

## Участие в терактах
Вооружённая группа под названием «Орлы палестинской революции» (вероятно, являвшаяся боевым крылом организации «Ас-Саика») приняла участие в ряде террористических актов, которые приняли международный характер. В частности, в 1979 году боевики захватили посольство Египта в Турции. На территории Австрии террористы Ас-Саика, выехавшие 23 сентября 1973 года из Братиславы, захватили поезд, в котором перемещались еврейские эмигранты, отправлявшиеся в Израиль из Советского Союза. Боевики захватили четверых заложников, а в качестве условий освобождения были выдвинуты закрытие крепости Шенау, которая являлась транзитным пунктом евреев, мигрировавших из СССР в Израиль. После того, как правительство Австрии удовлетворило требования террористов, они выехали в Ливию.

## Фактическое прекращение террористической деятельности
С 1990 года после изменения политических условий организация прекратила террористическую деятельность и на этом основании была вычеркнута из списка террористических организаций Государственного департамента США.

## Идеология, мировоззрение
«Ас-Саика» представляет собой движение, основанное на традициях и взглядах панарабского баасизма, для которого панарабская доктрина имеет особое значение. Лидеры «Ас-Саика» декларировали культурно-генетическое и геополитическое единство арабской нации. В частности, руководитель «Ас-Саика» Зухейр Мохсен прямо утверждал: «Палестинского народа не существует …  На самом деле, сегодня нет никакой разницы между иорданцами, палестинцами, сирийцами и ливанцами. Только из политических и тактических причин мы сегодня говорим о существовании палестинского народа, поскольку арабские национальные интересы требуют, чтобы мы выдвигали идею существования отдельного палестинского народа, противостоящего сионизму по тактическим соображениям». Таким образом, дискурс лидеров «Ас-Сайка» также основан на манифестации антисионистских и националистических идеологем. Иными словами, лидеры организации фактически отвергали концепцию «палестинизации» конфликта с Израилем, настаивая на обязательном вовлечении в ближневосточный передел другие арабские государства. Подобные идеологические установки «Ас-Саика» в целом были характерны для сирийского руководства, в первую очередь для Хафеза Асада.